# Il difensore
Il difensore (Protector) è una romanzo di fantascienza del 1973 dello scrittore statunitense Larry Niven (pseudonimo di Laurence van Cott Niven).

## Trama
Il pianeta Pak è il pianeta da cui discende la razza umana. Phssthpok, del pianeta Pak, è un "difensore": nel suo pianeta i difensori - fortissimi ed intelligentissimi esseri umanoidi, ma con un corpo grinzoso, come di noci unite fra loro - sono sempre in guerra fra loro, per assicurare la sopravvivenza della propria linea genetica tramite i "riproduttori".
Rimasto senza linea genetica da salvare, la sua esistenza dovrebbe volgersi alla fine per inedia naturale, ma comprende che il suo scopo è proteggere tutto il pianeta Pak. Scopre nella biblioteca del pianeta che migliaia di anni prima un gruppo di abitanti si era allontanato dal pianeta diretto verso quello che è il nostro sistema solare. 
Costruita l'astronave, si dirige verso il sole. 
All'interno del sistema solare (ormai totalmente colonizzato dagli umani, e diviso in due parti, quella dei mondopiattiani e degli asteroidiani) il primo contatto lo ha con un contrabbandiere, Jack Brennan, che rapisce.
Brennan, nell'astronave, trova da cibarsi di strani tuberi, quelli che da Phssthpok sono chiamati "albero della vita". Il cibarsi di questi tuberi porta Brennan a trasformarsi in un essere simile a Phssthpok, che uccide.
Brennan, dopo aver contattato gli esseri umani, si allontana dal sistema solare per evitare che altri abitanti di Pak rintraccino la sua astronave e distruggano la Terra non trovando i loro discendenti.
Secoli dopo Elroy Truesdale, alla ricerca di colui che lo aveva rapito per quattro mesi, comprende che costui è il famoso Brennan e lo rintraccia con l'aiuto di Alice Jordan. Brennan si è rifugiato su un planetoide artificiale ai confini del sistema solare, in maniera tale da rilevare immediatamente gli arrivi da Pak.
Brennan racconta ai due che la nave da Pak è effettivamente giunta sulla terra portando Difensori e Riproduttori, insieme all'albero della vita. 
Questo tubero è quello che permette ai riproduttori, arrivati a 40 anni circa, di trasformarsi in Difensori. Le differenti caratteristiche della terra non ha fatto però attecchire la pianta, pertanto i riproduttori sono rimasti sempre allo stato "normale", che è quello umano attuale, mentre i Difensori si sono estinti, non avendo nessuno da proteggere. 
Brennan ritiene quindi che i prossimi Difensori che arriveranno non faranno altro che trasformare la Terra in un pianeta di guerra come Pak e li vuole combattere. Truesdale si unisce a Brennan e si recano in una delle colonie 
extra-solari, con lo scopo di trasformarne gli abitanti in Difensori, ma privi comunque ormai dell'istinto guerriero dei progenitori di Pak. Loro scopo sarà difendere la Terra dagli ancestrali antenati, ormai divenuti invasori.

## Edizioni
Il romanzo fu pubblicato in italiano nel febbraio 1975 nella collana Andromeda - Collana di narrativa fantascientifica, della casa editrice Dall'Oglio di Milano e poi ristampato sui Classici Urania n. 157 nell'aprile 1990. La copertina dell'edizione Andromeda è di Ferruccio Alessandri, dell'edizione Classici Urania di Oscar Chiconi.
- Larry Niven, Protector, 1973.
- Larry Niven, Il difensore, traduzione di Gabriele Tamburini, Andromeda Collana di narrativa fantascientifica n.16, Dall'Oglio, Milano, 1975,  p. 256.
- Larry Niven, Il difensore, traduzione di Gabriele Tamburini, Classici Urania n.157, Arnoldo Mondadori Editore, 1990,  p. 207.